# Salvador Sobral
Salvador Vilar Braamcamp Sobral (Lissabon, 28 december 1989) is een Portugees zanger.

## Biografie
Sobral werd geboren in de Portugese hoofdstad Lissabon, waar hij psychologie studeerde. Daarna woonde hij onder meer in Barcelona om muziek te volgen aan de muziekacademie Taller de Musics. Hij verbleef ook een tijd in de Verenigde Staten.
Sobral komt uit een familie van hoge Portugese adel, en stamt af van de Nederlander Gerrit Braamcamp. Onofficieel is hij graaf, daar adel in Portugal niet meer in het paspoort wordt vermeld. De politicus Hermano José Braamcamp de Almeida Castelo Branco is Sobrals betovergrootvader.
Sobral had aanvankelijk zware hartproblemen, maar heeft eind 2017 een donorhart gekregen.
In 2009 nam hij deel aan de Portugese versie van Pop Idol, waarin hij als zevende eindigde.

### Eurovisiesongfestival

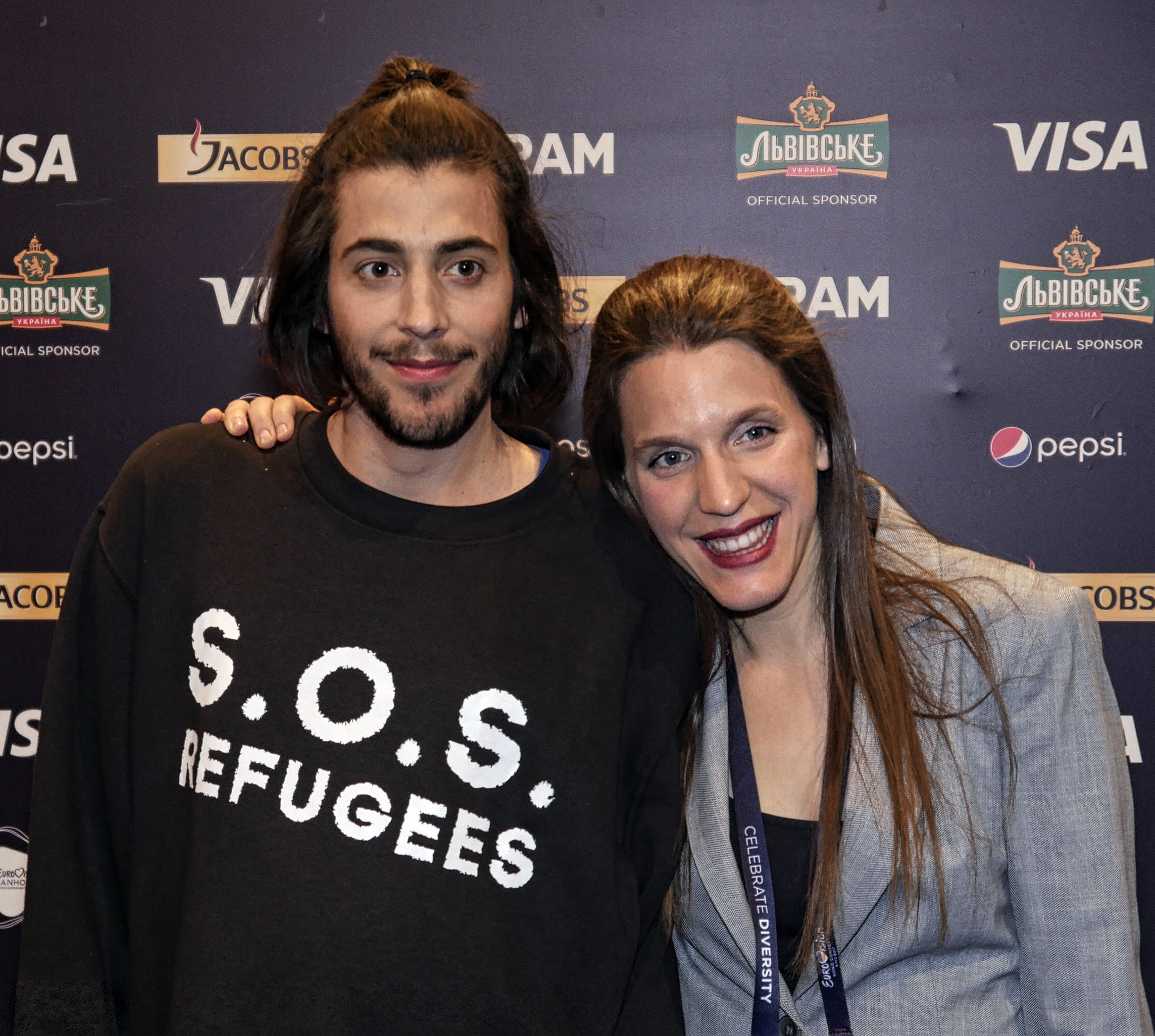
Salvador Sobral samen met zijn zus Luísa in T-shirt met "politieke" boodschap.

Begin 2017 nam hij deel aan Festival da Canção, de Portugese preselectie voor het Eurovisiesongfestival. Met het sobere nummer Amar pelos dois, dat door zijn zus Luísa Sobral werd geschreven, won hij de finale, waardoor hij zijn vaderland mocht vertegenwoordigen op het Eurovisiesongfestival 2017 in Oekraïne. Op dit songfestival kreeg hij de meeste punten van zowel de vak- als de publieksjury en werd zo de winnaar van de 62ste editie. Op het einde van het festival zongen hij en zijn zus het nummer samen. Hij droeg de overwinning op aan mensen die "iets willen vertellen met hun muziek"; wat door sommigen geïnterpreteerd werd als kritiek op veel inzendingen van het festival zelf.
Vanwege zijn hartproblemen zong hij zijn nummer tijdens de eerste repetitie van het festival niet zelf, maar deed zijn zus dit. Na zijn halve finale nam hij het op voor de vluchtelingen door middel van een T-shirt met de boodschap "S.O.S. Refugees". De organisator van het festival, de European Broadcasting Union, vroeg hem het T-shirt met de "politieke" boodschap niet meer te dragen. Door zijn gezondheidsproblemen trad Sobral na het winnen van het songfestival lange tijd niet in het openbaar op.

## Discografie

### Singles
| Single met eventuele hitnotering(en) in de Nederlandse Top 40 | Datum van verschijnen | Datum van binnenkomst | Hoogste positie | Aantal weken | Opmerkingen                                                        |
| ------------------------------------------------------------- | --------------------- | --------------------- | --------------- | ------------ | ------------------------------------------------------------------ |
| Amar pelos dois                                               | 2017                  | 20-05-2017            | tip24           | -            | Inzending Eurovisiesongfestival 2017 / Nr. 35 in de Single Top 100 |

| Single met hitnotering(en) in de Vlaamse Ultratop 50 | Datum van verschijnen | Datum van binnenkomst | Hoogste positie | Aantal weken | Opmerkingen                          |
| ---------------------------------------------------- | --------------------- | --------------------- | --------------- | ------------ | ------------------------------------ |
| Amar pelos dois                                      | 2017                  | 20-05-2017            | 30              | 2            | Inzending Eurovisiesongfestival 2017 |

- Gemeinsame Normdatei: 1125926392
- International Standard Name Identifier: 0000 0004 6321 2094
- MusicBrainz: ad226273-7870-47d6-a8d0-903ddba3853d
- Istituto Centrale per il Catalogo Unico: MILV373232
- Virtual International Authority File: 3200148814298545330002
- WorldCat: E39PBJcBTfxQ7Fh8dWkj4gFdwC

1964: António Calvário · 
1965: Simone de Oliveira · 
1966: Madalena Iglésias · 
1967: Eduardo Nascimento · 
1968: Carlos Mendes · 
1969: Simone de Oliveira · 
1971: Tonicha · 
1972: Carlos Mendes · 
1973: Fernando Tordo · 
1974: Paulo de Carvalho · 
1975: Duarte Mendes · 
1976: Carlos do Carmo · 
1977: Os Amigos · 
1978: Gemini · 
1979: Manuela Bravo · 
1980: José Cid · 
1981: Carlos Paião · 
1982: Doce · 
1983: Armando Gama · 
1984: Maria Guinot · 
1985: Adelaide Ferreira · 
1986: Dora · 
1987: Nevada · 
1988: Dora · 
1989: Da Vinci · 
1990: Nucha · 
1991: Dulce Pontes · 
1992: Dina · 
1993: Anabela · 
1994: Sara Tavares · 
1995: Tó Cruz · 
1996: Lúcia Moniz · 
1997: Célia Lawson · 
1998: Alma Lusa · 
1999: Rui Bandeira · 
2001: MTM · 
2003: Rita Guerra · 
2004: Sofia Vitória · 
2005: 2B · 
2006: Nonstop · 
2007: Sabrina · 
2008: Vânia Fernandes · 
2009: Flor-de-Lis · 
2010: Filipa Azevedo · 
2011: Homens da Luta · 
2012: Filipa Sousa · 
2014: Suzy · 
2015: Leonor Andrade · 
2017: Salvador Sobral · 
2018: Cláudia Pascoal · 
2019: Conan Osíris · 
2021: The Black Mamba · 
2022: Maro · 
2023: Mimicat · 
2024: Iolanda · 
2025: Napa
1956: Lys Assia · 
1957: Corry Brokken · 
1958: André Claveau · 
1959: Teddy Scholten · 
1960: Jacqueline Boyer · 
1961: Jean-Claude Pascal · 
1962: Isabelle Aubret · 
1963: Grethe & Jørgen Ingmann · 
1964: Gigliola Cinquetti · 
1965: France Gall · 
1966: Udo Jürgens · 
1967: Sandie Shaw · 
1968: Massiel · 
1969: Frida Boccara, Lenny Kuhr, Salomé, Lulu · 
1970: Dana · 
1971: Séverine · 
1972: Vicky Leandros · 
1973: Anne-Marie David · 
1974: ABBA · 
1975: Teach-In · 
1976: Brotherhood of Man · 
1977: Marie Myriam · 
1978: Izhar Cohen & The Alphabeta · 
1979: Gali Atari & Milk & Honey · 
1980: Johnny Logan · 
1981: Bucks Fizz · 
1982: Nicole · 
1983: Corinne Hermès · 
1984: Herreys · 
1985: Bobbysocks · 
1986: Sandra Kim · 
1987: Johnny Logan · 
1988: Céline Dion · 
1989: Riva · 
1990: Toto Cutugno · 
1991: Carola Häggkvist · 
1992: Linda Martin · 
1993: Niamh Kavanagh · 
1994: Paul Harrington & Charlie McGettigan · 
1995: Secret Garden · 
1996: Eimear Quinn · 
1997: Katrina & the Waves · 
1998: Dana International · 
1999: Charlotte Nilsson · 
2000: Olsen Brothers · 
2001: Tanel Padar, Dave Benton & 2XL · 
2002: Marie N · 
2003: Sertab Erener · 
2004: Ruslana · 
2005: Elena Paparizou · 
2006: Lordi · 
2007: Marija Šerifović · 
2008: Dima Bilan · 
2009: Alexander Rybak · 
2010: Lena Meyer-Landrut · 
2011: Ell & Nikki · 
2012: Loreen · 
2013: Emmelie de Forest · 
2014: Conchita Wurst · 
2015: Måns Zelmerlöw · 
2016: Jamala · 
2017: Salvador Sobral · 
2018: Netta Barzilai ·
2019: Duncan Laurence ·
2021: Måneskin ·
2022: Kalush Orchestra ·
2023: Loreen ·
2024: Nemo ·
2025: JJ